# Clyde McCoy
Clyde McCoy (* 29. Dezember 1903 in Ashland, Kentucky; † 1. Juni 1990 in Memphis, Tennessee) war ein US-amerikanischer Trompeter und Big Bandleader im Bereich des Swing, der Populären Musik und später des Dixieland Jazz. Nach ihm wurde das erste Wah-Wah Gerät benannt, das „Vox Clyde McCoy 848“.

## Leben und Wirken
Clyde McCoy entstammt der berühmten McCoy-Familie in Kentucky, die durch die legendäre Fehde mit dem Hatfield-Clan bekannt war. Clyde McCoy wuchs in Portsmouth (Ohio) auf, sammelte  erste musikalische Erfahrungen auf Schul- und Kirchenfesten und spielte schon mit neun Jahren  Posaune in einer Marschband. Er wechselte schließlich zur Trompete und spielte mit vierzehn Jahren auf den Flussdampfern. Er gründete dann bereits 1920 eine erste Formation in Louisville (Kentucky) und ging 1924 nach Kalifornien. Landesweit populär wurde er dann mit seiner im Jahr 1928 gegründeten Band. Hierzu trugen auch die in den 1930er Jahren entstandenen Aufnahmen bei.

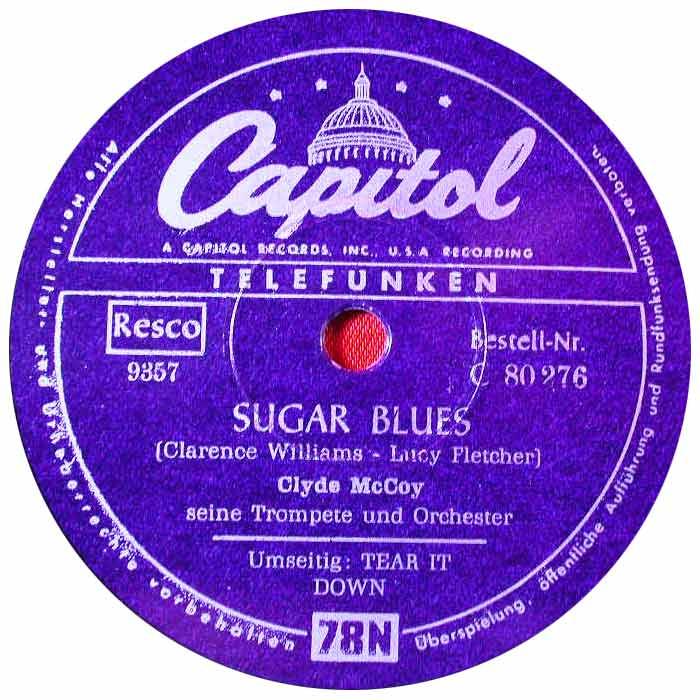
Version des „Sugar Blues“ für den deutschen Markt

Der größte Hit-Erfolg McCoys, der häufig mit Dämpfer spielte, war der Titel Sugar Blues, den er 1930 bei seinem Engagement im Drake Hotel in Chicago erstmals spielte und der jahrzehntelang in zahlreichen Versionen erfolgreich war, so in McCoys eigenen Einspielungen 1931 und 1935 für Columbia, der 1941 in die Billboard Country (Hillbilly) Charts zurückkehrte; 1947 hatte Johnny Mercer mit einer gesungenen Version einen Hit. Weitere Erfolge feierte McCoy mit In the Cool of the Night, The Goona Goo, Wah Wah Blues und Smoke Rings.
Mit dem Millionen-Hit „Sugar Blues“ eng verbunden ist das nach Clyde McCoy benannte  Wah-Wah-Geräts; dieses „Urwah“, das später von dem Unternehmen Vox Amplification hergestellt wurde, war dann das Wah-Wah-Pedal, das Jimi Hendrix hauptsächlich benutzte. McCoy baute seine ganze Karriere auf diesem Wah Wah-Klangeffekt auf, den er allerdings mit dem Plunger erzeugte.
1935 wechselte McCoy zum Label  Decca;  1936 folgte das McCoy Orchester auf das erfolgreiche Engagement von Benny Goodman im New Yorker Paramount Theater. Zusätzlich zu McCoy, der mit einer normalen und auch einer Piccolo-Trompete spielte, gehörten dem Orchester regulär zwölf Musiker an, wie u. a. Bill Russo und der spätere Bandleader Jack Fina. Hinzu kamen 1937 als Bandsängerinnen die drei Bennett Sisters; eine davon, Maxine Means wurde 1938 McCoys Ehefrau.
1942 überraschte McCoy die Musikszene, als er mit seiner kompletten Band in die US Navy eintrat. Gleich nach Kriegsende arbeitete er mit seinem Orchester weiter und konnte es auf 15 Mitglieder erweitern. 1955 löste er das Ensemble auf und wandte sich anderen Geschäften zu; u. a. führte er einen Nachtclub in Denver.
1960 endete sein vorübergehender Rückzug aus der Musikszene, als er ein Dixieland-Jazz-Septett aufbaute, mit dem er u. a. im Round Table in New York auftrat und nach dem erfolgreichen Engagement auf Tourneen durch die USA und Kanada ging. Er blieb bis in die 1970er Jahre mit dieser Band aktiv, trat noch bis in die Mitte der 1980er Jahre in Clubs und den Casinos von Las Vegas und Lake Tahoe auf. Ende der 1970er Jahre ließ sich McCoy in Memphis nieder, wo er vorwiegend als Musikpädagoge tätig war und nur noch gelegentlich mit Dixieland-Formationen auftrat.
An Clyde McCoy erinnert ein Stern auf dem Hollywood Walk of Fame (6426 Hollywood Blvd.).

## Diskographische Hinweise
- The Uncollected: Clyde McCoy (Hindsight, 1936)